# استان پوتومایو
استان پوتومایو (به اسپانیایی: Provincia de Putumayo) یک استان در پرو است که در منطقه لورتو واقع شده‌است. استان پوتومایو ۴۵٬۹۲۷٫۸۹ کیلومتر مربع مساحت و ۷٬۷۸۰ نفر جمعیت دارد و ۱۱۱ متر بالاتر از سطح دریا واقع شده‌است.